# Usszurijszk
Usszurijszk (oroszul: Уссурийск, 1935–1957 között Vorosilov) város Oroszország Tengermelléki határterületén, Vlagyivosztoktól 111 km-re északra, a Razdolnoje (Szujfun) medencéjében. 2004-ig az Usszurijszki járás központja volt, azóta az Usszurijszki városi körzeté. A Tengermellék második legnépesebb városa, közúti és vasúti csomópont, ipari központ. Területe 37 km².
Lakossága: 156 ezer fő (2005); 158 004 fő (a 2010. évi népszámláláskor).
Földrajzi koordinátái: é. sz. 43° 48′, k. h. 131° 57′43.800000°N 131.950000°E.

## Története
Usszurijszk egyike a Tengermellék legrégebbi településeinek. 1866-ban alapították Nyikolszkoje néven (I. Miklós cár tiszteletére nevezték el). Kedvező földrajzi helyzetének köszönhetően gyors növekedésnek indult, 1898-ban nyilvánították várossá Nyikolszk-Usszurijszkij néven. A Transzszibériai vasútvonal megépülésével annak fontos állomása lett. A gazdasági fejlődés a 20. század folyamán szinte folyamatos volt. 1935-ben Vorosilov marsallról nevezték el, akinek nevét 1957-ig viselte.

## Gazdasága
Ma a város sokoldalú ipari központ. Jelentős a gépipara (forgácsológépgyártás, faipari gépgyártás, korábban mosógépgyártás), mozdony- és vagonjavító műhelyek a vasút mentén. Fafeldolgozása, bútorgyártása, gyógyszeripara is számottevő. Élelmiszeriparát a Tengermellék legnagyobb cukorgyára, az Usszurijszkij Balszam likőr- és vodkagyár, a szójafeldolgozás, a takarmánykeverék-előállítás és a malomipar képviseli.

## Látnivalók
A városban számos épület fennmaradt a 19–20. század fordulójáról. Legrégebbi műemléke az 1880-ban épült szálloda (Lenin u. 28.). Az Istenanya-templom (храм Покрова Пресвятой Богородицы) 1913-ban épült. A Drámai Színház 1937-ben nyílt meg. A város főterén emlékmű őrzi az 1918-ban az intervenciósok ellen harcolt partizánok emlékét. Lenin szobra a vasútállomás előtt áll.